# 안삼성
안삼성(1980년 8월 14일 ~ )은 대한민국의 개그맨이다.

## 출연 작품
- 웃찾사 (SBS)
- 개그시대 (채널A)